# ルナマリア・ホーク
ルナマリア・ホーク（Lunamaria Hawke）は、テレビアニメ『機動戦士ガンダムSEED DESTINY』およびその続編である劇場アニメ『機動戦士ガンダムSEED FREEDOM』に登場する架空の人物。
担当声優は坂本真綾。

## プロフィール
- 人種：コーディネイター（第2世代）
- 生年月日：C.E.56年7月26日
- 星座：獅子座
- 血液型：A型
- 年齢：17歳 → 18歳（『SEED FREEDOM』）
- 身長：164cm
- 体重：46kg
- 階級：少尉[注 1]→中尉（『SEED FREEDOM』）
- 所属：ザフト グラディス（ミネルバ）隊→オーブ軍交流出向→世界平和監視機構コンパス　ヤマト隊
- 髪色：紅紫
- 瞳：濃い青紫
- 家族：メイリン・ホーク（妹）
- 恋人：シン・アスカ

## 人物
愛称はルナ。ザフトの最新鋭艦ミネルバに所属するモビルスーツ (MS) パイロットの1人で、「赤服」を着用するエリート軍人。紅紫の髪をショートカットにした快活な美少女。白兵戦での射撃は不得手。軍服を自分の手で改造しており、プリーツが入ったピンクのミニスカートに黒いニーソックスというスタイル。同じくミネルバの管制官を務めるメイリン・ホークの実姉にあたる。

## 劇中での活躍

### 機動戦士ガンダムSEED DESTINY
ミネルバの進水式のためにアーモリーワンに滞在していたが、地球連合軍の特殊部隊ファントムペインによる、セカンドステージシリーズのMS3機の強奪事件に遭遇する。
オーブ連合首長国代表首長カガリとその護衛（アレックス・ディノ）がミネルバへ緊急退避して来た際には、自ら尋問を行う。その後、カガリとアレックスを士官室へ案内する際、冷静さを欠いたカガリが「アスラン」と本名で呼んでしまった事をきっかけに彼の正体に気付く。
ザフト軍脱走兵によるユニウスセブン落下事件の際には、ミネルバが地球へ降下するまでの宇宙空域において、ステラのガイアと互角の交戦をする。
ミネルバの地球降下後、FAITH待遇で復隊したアスランがミネルバ乗員に加わると、英雄視されている事に重ねて挑発的に接する事もあったこれまでの態度から一変、好意的に接するようになる。その後、アークエンジェル一向の介入に疑念を抱き真意を問いただしに行きたいとタリア・グラディスに進言したアスランを尾行していたが、それはタリアから命じられていたアスランの監視任務によるものだった。とはいえ、「スパイ容疑ではない」とタリアは言うものの、録画（撮影）しながら聞いていたアスランとキラ・ヤマトの会話の中で、現在プラントにいるラクスは偽者で本物のラクスはコーディネイターにより暗殺されかけたという話に関しては告げられなかった。
そんなアスランが気遣ってきたキラが駆るフリーダムとの交戦でセイバーを破壊され、トップエリートとしてもMSパイロットとしても権威を失い徐々にミネルバ艦内で孤立を深めると、自分も愛機を失い骨折ほか大怪我の身でありながら「優し過ぎるんです。そういうところも好きですけど…損ですよ」と励まし、むしろアスランの理念や行動に理解を示した。しかし、ジブラルタル基地でアスランがグフイグナイテッドを奪取して脱走、追撃したシンとレイの二人によって撃墜されるという事件が起こると、妹のメイリンも一緒だったと知らされ、彼女を懐柔させ機密情報を盗んでいたとする保安部の見解（デュランダルの謀略）を信じ、妹を失って辛い現実に号泣するルナマリアはアスランへの誤解を強めていくが、この時アスランを追い詰めるのにデュランダルが用意していた物は、非情にもルナマリアがタリアに提出した尾行時の写真だった。一方、命令ゆえにアスランとメイリンを手にかけたが、激しい自責の念に苛まれながらも自分を気遣ってくれるシンとの距離を急激に縮めていく。
オペレーション・ラグナロクからはインパルスの専属パイロットに昇格。出撃前にはシンと想いを重ねて口付けを交わし結束を深め、レイも含めた3人で全てのデストロイを撃破。オペレーション・フューリーでは、あと一息というところで撃墜する事が出来ずジブリールの逃亡を許し悔いが残った。作戦終了後、カガリの演説中に突然始まった現ラクス＝偽物（ミーア）との真偽を問う一幕を見たが、それでも以前と同様に真相について言及する事はしなかった（できなかった）。レクイエム攻防戦では陽動の本隊と分かれた単機潜入を担当。コントロール室を砲撃し制圧に成功する戦果を上げた。
デスティニープラン宣言後に司令部からシンとレイへの異動が命じられる頃になると、一人グラディス隊に残る形となったままオーブ・クライン派同盟勢力との戦闘が始まる。戦乱の中でエターナル艦内から死んだはずのメイリンの呼びかけが届き驚愕するが、妹からの説得をもってしても三度受け入れる事が出来ないまま戦闘を継続し、インフィニットジャスティスに搭乗するアスランに攻撃を仕掛けるが一蹴されてしまう。そこへ助けに入ったシンのデスティニーに一時は歓喜するも2人の争いを見る内に迷いが生まれ、最終的には身を挺して仲裁。アスラン側の不殺によるデスティニーの破壊で決着となり月面に落下した機体を追い、気絶していたシンを介抱しながら戦局の結末を見届けた。
「FINAL PLUS 選ばれた未来」と「スペシャルエディション完結編 自由の代償」では停戦直後に2人を気遣い戻ってきたアスランとの対面が追加され、新規エピローグではメイリンも含めてキラやラクスとも遺恨なく接し関係の修復を見せた。なお、後者では更なる後日談が描かれ、オーブで暮らさずにシンと共に引き続きザフト（プラント）に所属する道を選んでいた（ちなみに、この時は愛用の改造軍服ではなく、本来の正装であるズボンと制帽によるザフトレッド服を着用していた）。
「機動戦士ガンダムSEED DESTINY HDリマスター Blu-ray BOX3」初回限定版に、特典として封入された両澤千晶書き下ろしの新作ドラマCD「OMAKE quarters Vol.3」では、第二次大戦の停戦後にザフトも階級制を導入することになったため、ルナマリアは少尉となっているほか、シンと共にオーブ軍に交流出向しており、オーブ軍大佐であるムウが2人を預かっている。ほか、「機動戦士ガンダムSEED DESTINY HDリマスター Blu-ray BOX4」初回限定版に、特典として封入されたドラマCD「OMAKE quarters Vol.4」では、ルナマリアとシンが「現在進められてる新たな安全保障の枠組み」の交流出向プログラムに志願したことにより、オーブ軍に交流出向することになったことが明らかにされている。
『スーパーロボット大戦』シリーズではシンとの親密関係がより濃くなっている。特に『UX』では担当声優の坂本真綾がシンの担当声優である鈴村健一と結婚した事もあり、彼女が結婚報告の際に使った台詞がゲーム中で使用されている。

### 機動戦士ガンダムSEED FREEDOM
C.E.75年では世界平和監視機構「コンパス」の強襲揚陸艦「ミレニアム」に所属する「ヤマト隊」のパイロットとなり、新型機の赤いゲルググメナースに搭乗する。階級は中尉。隊の同僚であるシンとの仲も順調だったが、もうひとりの同僚でザフト時代からの同期であるアグネス・ギーベンラートからは、シンとの交際を「妥協した」と見下され対立している。
ユーラシア連邦国境近くでのブルーコスモス鎮圧作戦では、味方のはずのファウンデーションの策略で「コンパス」が殲滅対象となり、それぞれの乗機を破壊されたシンやキラたちと離れ離れになる。自身はミレニアムとともにオーブに脱出し、シンを亡くしたことに消沈していたが、ハイジャック犯に偽装してミレニアムに乗り込んできたシンとの再会に泣きながらも喜ぶ。同じくミレニアムに姿を現したキラたちとともにファウンデーションとの決戦に挑み、ヒルダ・ハーケンに譲渡したゲルググに代わって、改修されたかつての乗機インパルスSpec IIに搭乗する。
最終決戦では、ファウンデーションに寝返ったアグネスが駆るギャンシュトロームと交戦。女同士の意地やシンを巡る口論を交えて激闘を繰り広げ、シンへの愛情を乗せた攻撃で勝利した後、彼と共にレクイエムを破壊する。終戦後、破壊された機体を横目に泣きながら座り込むアグネスをシンと共に迎えに行く。

## 搭乗機
- ZGMF-1000 ザクウォーリア（ルナマリア・ホーク専用機）
- ZGMF-X56S インパルスガンダム
  - ZGMF-56E/2 インパルスガンダムSpec II
- ZGMF-2025/F ゲルググメナース（ルナマリア・ホーク専用機）

## 評価
『愛と戦いのロボット 完全保存版』で発表されたアンケート「みんなで選ぶロボットアニメーションベスト100」では、「一番お気に入りのヒロインは？」で第34位にランクインした。